# Popetown
Popetown je kontroverzní animovaný seriál sledující život Otce Nicholase, který žije ve Vatikánu, v seriálu nazývaném jako „Popetown“ (Papežovo město).
Televizní seriál byl původně vyroben na zakázku britské BBC, která jej však nikdy nevysílala kvůli protestům římskokatolické církve. Poprvé tak byl seriál vysílán na Novém Zélandu televizní stanicí C4 8. června 2005. Ačkoliv nebyl britskou televizí nikdy vysílán, byl v zemi 5. září 2005 uveden na DVD stejně jako v Austrálii. 3. května 2006 byl první díl seriálu uveden také německou MTV. V obou zemích, kde byl dosud uveden, ho doprovázely protesty církve se snahou o zákaz vysílání. Německý soud však jeho vysílání povolil.
Seriál má 10 dílů o průměrné délce 24 minut.

## Autoři

### Napsali
- James Bachman
- Mackenzie Crook
- Isabelle Dubernet
- Mark Evans
- Eric Fuhrer
- Phil Ox
- David Quantick

Phil Ox je zároveň režisérem a producentem seriálu.

### Namluvili
- Bob Mortimer – Otec Nicholas
- Ruby Wax – papež
- Morwenna Banks – sestra Marie
- Jerry Hall – sestra Penelope
- Matt Lucas – kardinál One
- Kevin Eldon – kardinál Two
- Simon Greenall – kardinál Three
- Ben Miller – kněz

## Seznam epizod (původní názvy)
- Epizoda 1: The Double
- Epizoda 2: State Visit
- Epizoda 3: The Big Fight
- Epizoda 4: Trapped
- Epizoda 5: Possessed
- Epizoda 6: The Beautiful Game
- Epizoda 7: A Family Affair
- Epizoda 8: Career Opportunity
- Epizoda 9: Day Trip
- Epizoda 10: Derby Day